# رابین فن بومل
رابین فن بومل (انگلیسی: Ruben van Bommel؛ زادهٔ ۳ اوت ۲۰۰۴) بازیکن فوتبال اهل پادشاهی هلند است که در حال حاضر برای آزد آلکمار در پست هافبک بازی می‌کند.
وی همچنین در تیم‌های ملی فوتبال زیر ۱۹ سال و زیر ۲۱ سال هلند بازی کرده است.

## دوران باشگاهی

### ام‌وی‌وی
رابین فن بومل در آکادمی پی‌اس‌وی آیندهوون رشد کرد و سپس در سال ۲۰۲۰ به ام‌وی‌وی ماستریخت پیوست.
او در تاریخ ۸ اوت ۲۰۲۲، نخستین بازی خود را در ایرست دیویزی برابر باشگاه فوتبال یونگ آزد انجام داد و در نیمه دوم به‌جای کوئن کوستونس به زمین آمد. برادر او، توماس فن بومل در ترکیب اصلی حضور داشت و این دو برای حدود ۲۰ دقیقه در کنار هم بازی کردند تا اینکه توماس در دقایق پایانی تعویض شد. فن بومل یک هفته بعد از نخستین بازی‌اش، در نخستین دیدار خانگی در ورزشگاه ده خوسلت، اولین گل حرفه‌ای خود را در پیروزی ۳–۱ برابر ناک بردا به ثمر رساند.
در سپتامبر ۲۰۲۲، فن بومل به دلیل یک صحنه بحث‌برانگیز توجه رسانه‌ها را جلب کرد؛ او و جیمیلیو پیناس، در دیداری بین ام‌وی‌وی و دوردرخت، هر دو ظرف یک دقیقه به دلیل شبیه‌سازی کارت زرد دریافت کردند.
در ۱۰ فوریه ۲۰۲۳، فن بومل در پیروزی ۵–۱ مقابل تاپ اوس، دو گل به ثمر رساند و یک پاس گل داد. گل دوم او یک ضربه چیپ تماشایی از روی دروازه‌بان حریف تایس یانسن بود. او پس از بازی اعلام کرد که قصد دارد قراردادش را با ام‌وی‌وی تمدید کند.

### ای‌زد آلکمار
در ۱ ژوئیه ۲۰۲۳، فن بومل رسماً با باشگاه ای‌زد آلکمار از لیگ اردیویسه قرارداد چهار ساله‌ای امضا کرد که او را تا سال ۲۰۲۷ به این باشگاه متعهد می‌کند.

## دوران ملی
در ۱۷ مارس ۲۰۲۳، فن بومل از سوی سرمربی زیر ۲۰ سال هلند، مارتین رویزر، به اردوی تیم دعوت شد. او در ۲۵ مارس ۲۰۲۳، نخستین بازی ملی خود را در رده زیر ۲۰ سال در دیداری دوستانه برابر فرانسه انجام داد که با پیروزی ۲–۱ هلند همراه بود.

## زندگی شخصی
پدر فن بومل، مارک فن بومل، و برادرش توماس فن بومل هستند. پدربزرگ مادری‌اش برت فان مارویک است. مارک فن بومل در فینال جام جهانی فوتبال ۲۰۱۰ برای تیم ملی هلند بازی کرد و برت فان مارویک سرمربی آن تیم بود.